# Ibiara
Ibiara é um município brasileiro localizado na Região Metropolitana do Vale do Piancó, estado da Paraíba. De acordo com o Instituto Brasileiro de Geografia e Estatística, no ano de 2010 sua população era estimada em 6.031 habitantes, distribuídos em uma área de 244 km².

## Topônimo
"Ibiara" é um vocábulo da língua tupi-guarani que significa "terra que tem dono". Entretanto, os primitivos proprietários dessas terras cederam-nas aos desbravadores sertanistas que se dedicavam à criação do gado e ao cultivo agrícola.

## História
Em 1874, chegaram ao local Joaquim Lopes Ribeiro e sua mulher, construindo a primeira casa no sítio que denominaram Poço do Cavalo. A habitação servia, também, de pousada para tropeiros e viajantes em trânsito na região. Edificaram-se outras casas, até formar um pequeno arraial. Em 1891 Joaquim Lopes Ribeiro e outros pioneiros iniciaram a construção da Capela de Nossa Senhora do Rosário, concluída no ano seguinte.
Em 31 de dezembro de 1943 o arraial foi transformado em distrito como a denominação de Santa Maria, pela lei municipal n° 5, subordinado ao município de Conceição.
Foi elevado a categoria de município com a denominação de Ibiara, em 17 de abril de 1959, desmembrado de Conceição.

## Geografia
Município do sertão paraibano, está incluído na área geográfica de abrangência do semiárido brasileiro, definida pelo Ministério da Integração Nacional em 2005. Esta delimitação tem como critérios o índice pluviométrico, o índice de aridez e o risco de seca.

### Clima
Dados do Departamento de Ciências Atmosféricas, da Universidade Federal de Campina Grande, mostram que Ibiara apresenta um clima com média pluviométrica anual de 1040,0 mm e temperatura média anual de 26,1 °C.
| Dados climatológicos para Ibiara              | Dados climatológicos para Ibiara | Dados climatológicos para Ibiara | Dados climatológicos para Ibiara | Dados climatológicos para Ibiara | Dados climatológicos para Ibiara | Dados climatológicos para Ibiara | Dados climatológicos para Ibiara | Dados climatológicos para Ibiara | Dados climatológicos para Ibiara | Dados climatológicos para Ibiara | Dados climatológicos para Ibiara | Dados climatológicos para Ibiara | Dados climatológicos para Ibiara |
| Mês                                           | Jan                              | Fev                              | Mar                              | Abr                              | Mai                              | Jun                              | Jul                              | Ago                              | Set                              | Out                              | Nov                              | Dez                              | Ano                              |
| --------------------------------------------- | -------------------------------- | -------------------------------- | -------------------------------- | -------------------------------- | -------------------------------- | -------------------------------- | -------------------------------- | -------------------------------- | -------------------------------- | -------------------------------- | -------------------------------- | -------------------------------- | -------------------------------- |
| Temperatura máxima média (°C)                 | 34,4                             | 33,4                             | 32,6                             | 32,1                             | 31,4                             | 30,9                             | 31,1                             | 32,6                             | 34,1                             | 35,3                             | 35,6                             | 35,3                             | 33,2                             |
| Temperatura média (°C)                        | 27,3                             | 26,6                             | 26,0                             | 25,8                             | 25,2                             | 24,4                             | 24,3                             | 25,0                             | 26,3                             | 27,4                             | 27,7                             | 27,6                             | 26,1                             |
| Temperatura mínima média (°C)                 | 21,8                             | 21,4                             | 21,3                             | 21,1                             | 20,4                             | 19,4                             | 18,8                             | 18,9                             | 20,1                             | 21,0                             | 21,6                             | 21,9                             | 20,6                             |
| Precipitação (mm)                             | 126,4                            | 194,7                            | 230,7                            | 220,7                            | 79,7                             | 44,5                             | 25,0                             | 5,6                              | 11,8                             | 11,5                             | 16,3                             | 55,2                             | 1 040,0                          |
| Fonte: Departamento de Ciências Atmosféricas. |                                  |                                  |                                  |                                  |                                  |                                  |                                  |                                  |                                  |                                  |                                  |                                  |                                  |

## Bairros
- Centro
- Ibiarinha